# Панетије Стоик
Панаетије са Родоса или Панетије Стоик (стгрч. ΠαναιτιοςΠαναιτιος; 185. п. н. е., Линдос, Родос - у. 110/109. п. н. е., Атина, античка Грчка) био је старогрчки филозоф, најпознатији као оснивач „средње“ Стое.

## Биографија
Рођен је око 185. п. н. е. у старој и утицајној породици у граду Линдосу на острву Родос. Студирао је у Пергамону код Кратеса, а затим у Атини, где је слушао предавања Диогена Вавилонског и Антипатра.
На позив Сципиона стигао је у Рим да учествује у књижевно-филозофском кругу. Панаетије је покушао да уведе грчку културу и образовање у Рим и постао је оснивач римског стоицизма; Није без Панаетијевог утицаја настао круг вредности, који је Цицерон касније изразио у концепту хуманитас.

### Студенти
После Сципионове смрти живео је углавном у Атини, где је 129. п. н. е. био на челу стоичке школе и почаствован атинским држављанством. Најпознатији ученици Панаетија били су Хекатон са Родоса и Посидоније.

### Есеји
Сачувано је неколико фрагмената Панаетијевих списа, углавном у Цицероновим расправама. Расправе „О правом” (старогрчки περι του καθηκοντος), „О провиђењу”, „О школама”, „О Сократу”, „О самозадовољству”, „Посланица Туберону” познате су по својим насловима.

### Филозофија
Панаетије је први велики реформатор стоицизма, који је значајно изменио неке одредбе школске доктрине, чијим је извором богаћења сматрао платонизам. Такође је показао велико интересовање за Аристотела и перипатетике.
Панетијева филозофска интересовања су првенствено психолошка и етичка. Основи етике изложени су у расправи „О исправном“, коју је Цицерон нашироко користио у свом истоименом есеју. Крајњи циљ је живети према „природним импулсима“, који укључују разумевање света, комуникацију са другим људима, уздизање сопствене душе и уређење живота. Све што природа тражи од човека је разумно и стога лепо.
Панаетије је препознао главне врлине: мудрост, правду, умереност и храброст, али је ова друга била повезана са храброшћу (виртус) и општом побожношћу (пиетас), верношћу (фидес), озбиљношћу, чврстином.
У области космогоније, Панаетиус је довео у питање многе концепте које су раније развили стоици, укључујући доктрину о периодичној глобалној ватри. Био је противник астрологије, за разлику од свог ученика Посидонија, који је развио њену филозофску основу на основу стоичке доктрине.